# Silberhartschlag
Silberhartschlag (auch Silberschlag) ist eine Ortschaft in der Stadtgemeinde Bad Leonfelden im Mühlviertel in Oberösterreich. Die Ortschaft hat 10 Einwohner (Stand: 1. Jänner 2024).

## Geographie
Die Ortschaft liegt im Böhmerwald. Sie ist Teil der Katastralgemeinde Weigetschlag und des Zählsprengels Bad Leonfelden-Umgebung. Zur Ortschaft Silberhartschlag gehören 3 Adressen (Stand: 1. April 2020). Sie umfasst die gleichnamigen zerstreuten Häuser Silberhartschlag und die Einzelsiedlung Schwarzbauer.
Die zerstreuten Häuser befinden sich im Einzugsgebiet des Schildbachs. Durch die Ortschaft verläuft die Europäische Hauptwasserscheide zwischen Atlantik und Schwarzem Meer. Es gibt mehrere Ökoflächen in Silberhartschlag. Dazu zählt ein 29.852 m² großer hochwertiger Extensivwiesenkomplex, der aus einer Hochlagen-Rotschwingelwiese, Bürstlingsrasen, kleinen Felsen und feuchten Flächen besteht. Ein weiterer, kleinerer Extensivwiesenkomplex weist Bergmähwiesen- und Bürstlingsrasenanteile auf. Eine 15.239 m² große Bergmähwiese im Osten der Ortschaft ist eine überwiegend magere Rotschwingel-Kammgras-Wiese.

## Geschichte
Der Ortsname wurde im Jahr 1356 als Sybreinslag urkundlich erwähnt. Er leitet sich von einem Personennamen *Sib(e)rī.Schwarz her.
Laut Adressbuch von Österreich waren im Jahr 1938 in Silberhartschlag einige Landwirte ansässig.

## Kultur und Sehenswürdigkeiten

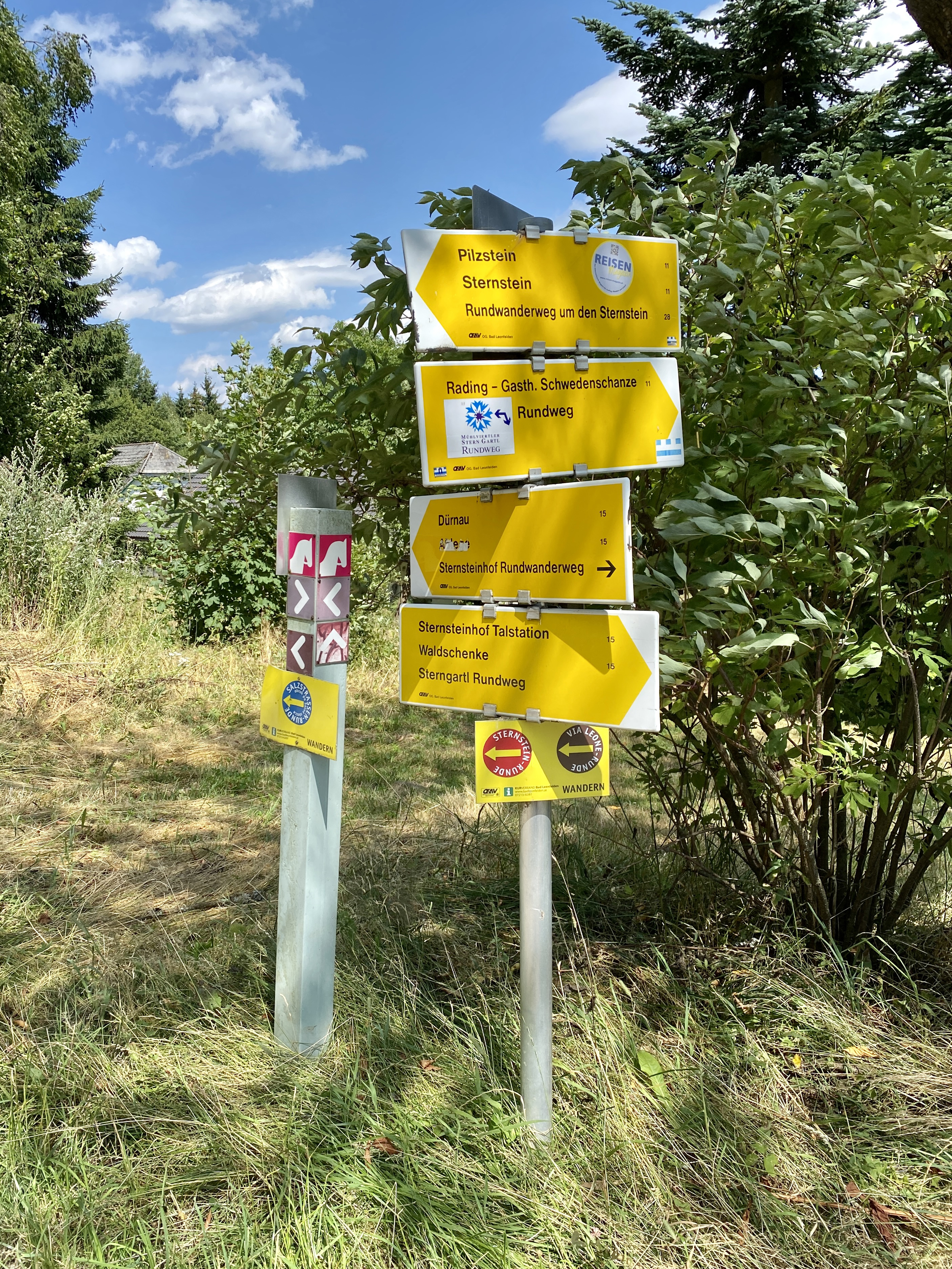
Wanderwegweiser in Silberhartschlag

Der Pilzstein nordwestlich der Ortschaft ist als Naturdenkmal ausgewiesen. Es handelt sich um eine Gesteinsformation in Form eines Pilzes. Mehrere, meist schwere Wanderwege führen durch Silberhartschlag: die 35 Kilometer lange Salzstraßen-Runde, die 18,7 Kilometer lange Grenzland-Runde, die 16,3 Kilometer lange Via-Leone-Runde, die 15,8 Kilometer lange Sternstein-Runde und die 12,5 Kilometer Sternsteinhof-Runde. Außerdem verlaufen einige Radtour-Strecken durch die Ortschaft: die 47,9 Kilometer lange, mittelschwere Sternwald-Grenzland-Runde, die 29,6 Kilometer lange, schwere Vyšší-Brod-Runde und die 21,8 Kilometer lange, mittelschwere Miesenwald-Runde.